# Kráľov Brod
Kráľov Brod (Hongaars: Királyrév) is een Slowaakse gemeente in de regio Trnava, en maakt deel uit van het district Galanta.
Kráľov Brod telt 1.147 inwoners. De overgrote meerderheid van de bevolking is Hongaars.